# سقاية جامع النعمانية
سقاية جامع النعمانية
جامع النعمانية، نسبة إلى نعمان أغا بن إبراهيم أغا، وهو زوج السيدة فاطمة خاتون بنت بكتاش بن ولي التي شيدت هذا الجامع بمحلة الشط (جزء من محلة الميدان الحالية) في مدينة بغداد إبان الدولة العثمانية، وجعلت زوجها نعمان أغا متولياً عليه، ومن بعده اولاده، وقد الحقت به سقاية للمنفعة العامة، وذلك سنة 1771م، ووقفت على المسجد والسقاية أوقافاً كثيرة. وكان موضع السقاية من المسجد قرب بابه، يطل شباكها على الطريق. وفي سنة 1902م، اعاد بناء السقاية شخص يدعى عبد الحميد، فكتبت عليها ستة أبيات دالية تؤرخ ذلك. جاء فيها: